# Велика Губщина
Вели́ка Губщина — село в Україні, у Валківській міській громаді Богодухівського району Харківської області. Населення становить 237 осіб. До 2020 орган місцевого самоврядування — Мельниківська сільська рада. 1997 року до Великої Губщини приєднано село Біївське.

## Географія
Село Велика Губщина знаходиться за 2 км від річки Грушева (правий берег). У селі є невелика загата. На відстані 2 км розташовуються села Мельникове, Нестеренки і Яхременки.

## Історія
12 червня 2020 року, розпорядженням Кабінету Міністрів України № 725-р «Про визначення адміністративних центрів та затвердження територій територіальних громад Харківської області», увійшло до складу Валківської міської громади.
19 липня 2020 року, в результаті адміністративно-територіальної реформи та ліквідації Валківського району, селище увійшло до складу Богодухівського району.